# Brandea
Se llamaba brandea a un velo que en el principio de la Iglesia se ponía encima de las reliquias de los mártires y demás santos
Acostumbraban a enviar brandeas los pontífices a los príncipes cristianos, como luego se hizo con las mismas reliquias pues, según dice san Gregorio papa, no estaba permitido dividir entonces ni trasladar los cuerpos de los santos. Más adelante los griegos fueron los primeros que empezaron a dividir los cuerpos de los santos, enviando reliquias de los mismos a diferentes partes.